# 维维耶 (约讷省)
维维耶（法語：Viviers，法語發音：[vivje]）是法国勃艮第-弗朗什-孔泰大区约讷省的一个市镇，属于阿瓦隆区。

## 地理
维维耶（47°48'12"N, 3°55'16"E）面积9.18 平方千米，位于法国勃艮第-弗朗什-孔泰大區约讷省，该省份为法国中北部内陆省份，西接卢瓦雷省，西北接塞纳-马恩省，南至涅夫勒省，东临科多尔省，东北与奥布省接壤。
与维维耶接壤的市镇（或旧市镇、城区）包括：托内尔、贝吕、瑟兰河畔普瓦伊、塞里尼、伊鲁埃尔。

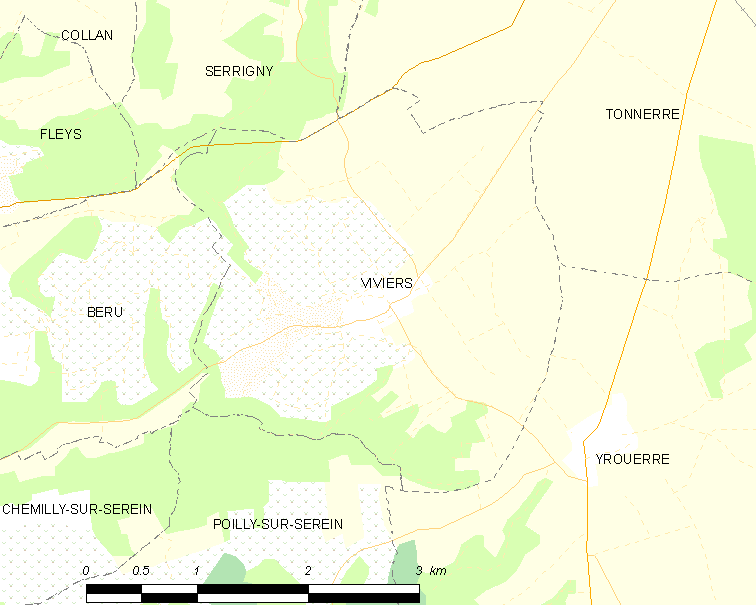
的OSM定位图

维维耶的时区为UTC+01:00、UTC+02:00（夏令时）。

## 行政
维维耶的邮政编码为89700，INSEE市镇编码为89482。

## 政治
维维耶所属的省级选区为托内鲁瓦县。

## 人口

1962-2008年间人口变化图示

维维耶于2022年1月1日时的人口数量为104人。